# Sergey Tikhonovsky
Sergey Tikhonovsky (tiếng Belarus: Сяргей Циханоўскi; tiếng Nga: Серге́й Тихоновский; sinh ngày 26 tháng 6 năm 1990) là một cầu thủ bóng đá Belarus (tiền vệ) hiện tại thi đấu cho FC Istiklol.

## Thống kê sự nghiệp

### Câu lạc bộ
Tính đến trận đấu diễn ra ngày 24 tháng 5 năm 2018
| Câu lạc bộ          | Mùa giải            | Giải vô địch                             | Giải vô địch | Giải vô địch | Cúp Quốc gia | Cúp Quốc gia | Châu lục | Châu lục  | Khác    | Khác      | Tổng    | Tổng      |
| Câu lạc bộ          | Mùa giải            | Hạng đấu                                 | Số trận      | Bàn thắng    | Số trận      | Bàn thắng    | Số trận  | Bàn thắng | Số trận | Bàn thắng | Số trận | Bàn thắng |
| ------------------- | ------------------- | ---------------------------------------- | ------------ | ------------ | ------------ | ------------ | -------- | --------- | ------- | --------- | ------- | --------- |
| Vitebsk             | 2016                | Giải bóng đá ngoại hạng Belarus          | 28           | 1            | 2            | 0            | -        | -         | -       | -         | 33      | 5         |
| Vitebsk             | 2017                | Giải bóng đá ngoại hạng Belarus          | 21           | 1            | 2            | 0            | -        | -         | -       | -         | 21      | 1         |
| Vitebsk             | Tổng                | Tổng                                     | 49           | 2            | 4            | 0            | -        | -         | -       | -         | 53      | 2         |
| Istiklol            | 2018                | Giải bóng đá vô địch quốc gia Tajikistan | 3            | 0            | 0            | 0            | 2        | 0         | 1       | 0         | 6       | 0         |
| Tổng cộng sự nghiệp | Tổng cộng sự nghiệp | Tổng cộng sự nghiệp                      | 52           | 2            | 4            | 0            | 2        | 0         | 1       | 0         | 59      | 2         |

## Danh hiệu
Istiklol
- Siêu cúp bóng đá Tajikistan (1): 2018[3]